# Kowary
Kowary es una localidad y un municipio del distrito de Jelenia Góra, en el voivodato de Baja Silesia (Polonia). Está ubicada a unos catorce kilómetros al sudeste de Jelenia Góra, la capital del distrito, y a unos noventa y tres al suroeste de Breslavia, la capital del voivodato. En 2011, según la Oficina Central de Estadística polaca, cubría una superficie de 37,39 km² y tenía una población de 11 497 habitantes.